# Замок Енніскорті
Замок Енніскорті (англ. Enniscorthy Castle) — один із замків Ірландії, розташований в графстві Вексфорд. Замок побудований у XVI столітті, непогано зберігся. Нині в замку розташований музей графства Вексфорд.

## Історія замку Енніскорті
На місці нинішнього замку Енніскорті в ХІІ столітті англо-норманські завойовники Ірландії збудували потужний замок. Цим замком володіли феодали Де Прендергаст. Будівництво замку було завершено в 1190 році і цим замком володіла ця аристократична родина протягом 300 років. Але ірландські клани постійно намагалися вибити англо-норманських феодалів зі своїх земель. Так вождь клану Мак Мурроу — Арт Мак Мурроу Каван напав на замок у XV столітті на чолі людей свого клану. Замок був здобутий і землі навколо замку перейшли під контроль клану Мак Мурроу. У 1536 році лорд Леонард Грей здобув замок і захопив прилеглі землі. Потім замок був спалений і зруйнований вщент графом Кілдер в 1569 році. Ці землі і руїни замку були подаровані Балтеру Кілкенському, що відзначився при штурмі замку. У 1589 році королева Англії Єлизавета І дарувала ці землі і відбудований замок Едмунду Спенсеру. Але Едмунд Спенсер ніколи не жив в замку Енніскорті. Пізніше, коли королева Англії Єлизавета І почала проводити політику англійської колонізації Ірландії замок був дарований серу Генрі Валлопу, що розширив і перебудував замок Енніскорті у 1590 році. Під час повстання за незалежність Ірландії та громадянської війни на Британських островах замок захопив штурмом Олівер Кромвель у 1649 році. Потім замок використовували як в'язницю. Як в'язниця замок використовувався і під час придушення повстання за незалежність Ірландії в 1798 році. Потім замок став приватною резиденцією родини Роуч. Родимна жила в цьому замку до 1951 року. У цьому році замок був переданий народу Ірландії, у замку був влаштований музей графства Вексфорд. Нині замок є під опікою Управління громадських робіт республіки Ірландія.

## Особливості архітектури
Замок стоїть на берегах річки Слейн, в центрі міста Енніскорті. Замок збудований в норманському стилі, має 4 кутові вежі, 4 поверхову прямокутну споруду для проживання господарів замку, гарнізону та прислуги. Фундамент замку датується ХІІ століттям, більшість нинішніх споруд датуються XVI століттям. Замок наслідує архітектуру оточуючих замків Фернс та Карлоу. Замок довгий час перебував у стані руїни, але був відреставрований в свій час родиною Роуч.
Нині в замку є музей графства Вексфорд. Замок був закритий під час реставрації в 2006 році. Колекції музеї були взяті під опіку місцевими органами влади. Замок був повторно відкритий для відвідувачів у 2011 році. Хоча деякі колекції музею були передані іншим музеям Ірландії, таким як музей національного повстання 1798 року. У музеї є експозиція присвячена Великодньому повстанню за незалежність Ірландії 1916 року. Є виставка присвячена Ейлін Грей.